# Baldock
Baldock város az Egyesült Királyságban, Angliában, Hertfordshire megyében. Stevenage-től északra, az A6141-es út mentén. A legközelebbi városok Letchworth Garden City és Hitchin. A várostól északra ered az Ivel folyó. A város lakosainak száma 9900 fő.
A város helyén egykor római település állt, de a mai várost a templomosok alapították a 13. században. Egyes vélemények szerint a neve Bagdad nevének ófrancia változatából ered. A középkorban Baldock megállóhely volt a Londonból északra vezető út mentén, és méretéhez képest sok fogadó és kocsma állt benne. A 16. században a malátatermesztés és a sörfőzés regionális központja volt. 1850-ben épült fel a vasútállomás. Az 1960-as és 1970-es években a város a lézerkutatások központja volt.

## Fordítás
Ez a szócikk részben vagy egészben  a   Baldock című angol Wikipédia-szócikk ezen változatának fordításán alapul.  Az eredeti cikk szerkesztőit annak laptörténete sorolja fel. Ez a jelzés csupán a megfogalmazás eredetét és a szerzői jogokat jelzi, nem szolgál a cikkben szereplő információk forrásmegjelöléseként.